# Wojewódzki Dom Kultury w Kielcach
Wojewódzki Dom Kultury im. Józefa Piłsudskiego w Kielcach – działająca w Kielcach samorządowa instytucja kultury województwa świętokrzyskiego. Jego siedziba mieści się niedaleko centrum miasta przy ulicy ks. Piotra Ściegiennego, w pobliżu skrzyżowania z ulicami Aleją Legionów i Krakowską.

## Historia

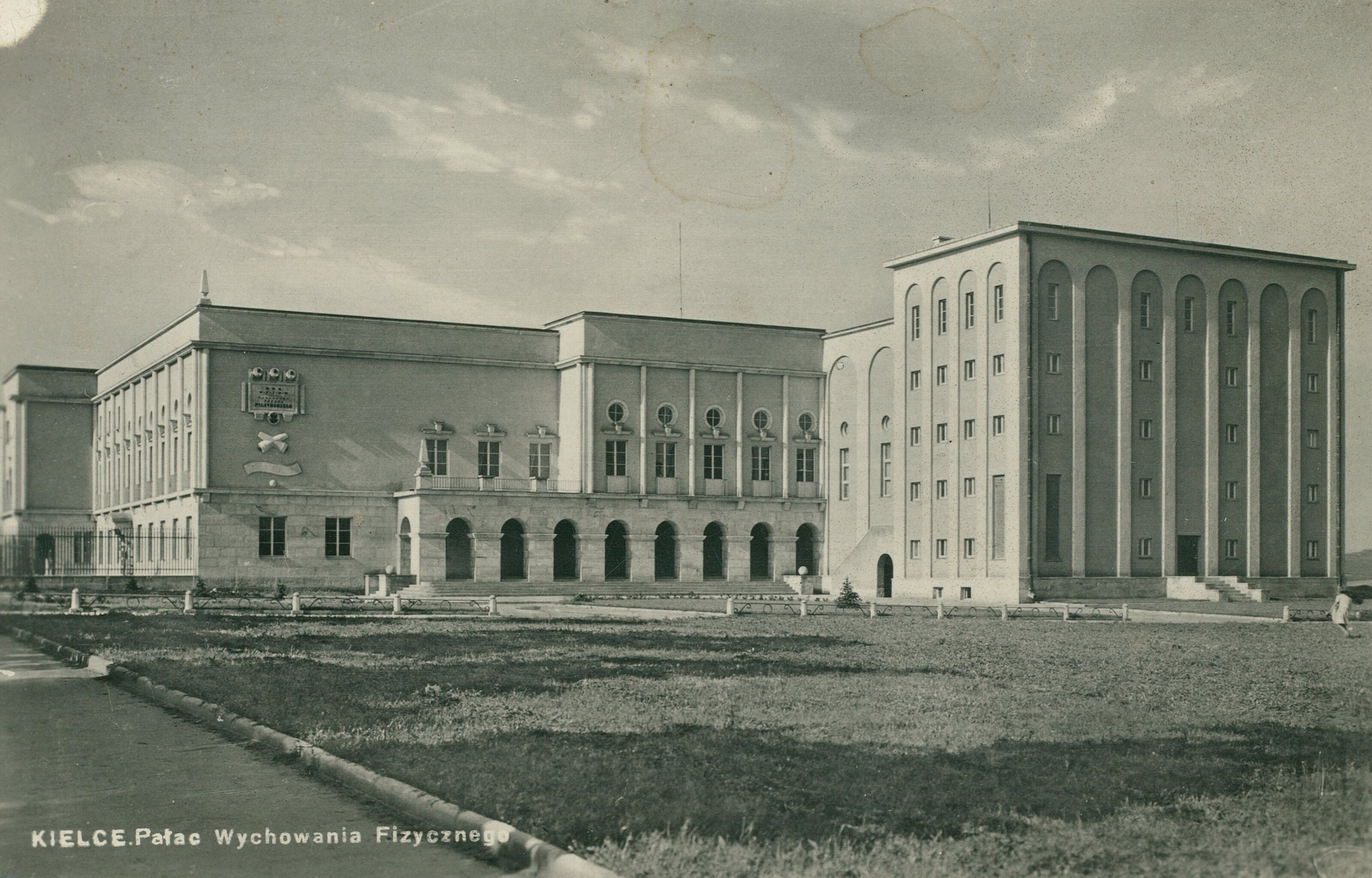
Dom Wychowania Fizycznego przed II wojną światową

Pod koniec 1932 ukonstytuowało się stowarzyszenie pod nazwą „Dom Wychowania Fizycznego i Przysposobienia Wojskowego im. Marszałka Józefa Piłsudskiego w Kielcach”. 28 stycznia 1933 zostało ono wpisane przez wojewodę kieleckiego Jerzego Paciorkowskiego do wojewódzkiego rejestru stowarzyszeń i związków pod numerem pierwszym. Przewodniczącym stowarzyszenia został generał Juliusz Zalauf, członkami zarządu byli m.in.: prezydent Kielc Stefan Artwiński, płk Jan Witold Bigo, dowódca 2 Pułku Artylerii Lekkiej Legionów i Bolesław Ostrowski, dowódca 4 Pułku Piechoty Legionów.
12 czerwca 1933 nastąpiło poświęcenie kamienia węgielnego i podpisanie aktu erekcyjnego, które wizytował prezydent RP Ignacy Mościcki. Dom WF i PW postanowiono wybudować na terenie dawnego folwarku Psiarnia, przy Krakowskiej Rogatce, który leżał przy trakcie, którym w sierpniu 1914 wkroczyła do Kielc Pierwsza Kompania Kadrowa pod dowództwem Józefa Piłsudskiego. Sporządzenie projektu powierzono profesorowi Politechniki Warszawskiej Edgarowi Aleksandrowi Norwethowi. Projekt nie zachował się do czasów dzisiejszych, w Archiwum Państwowym w Kielcach znajduje się opis techniczny. Projekt wnętrz budynku wykonał kielczanin, rzeźbiarz Leon Książyński. 

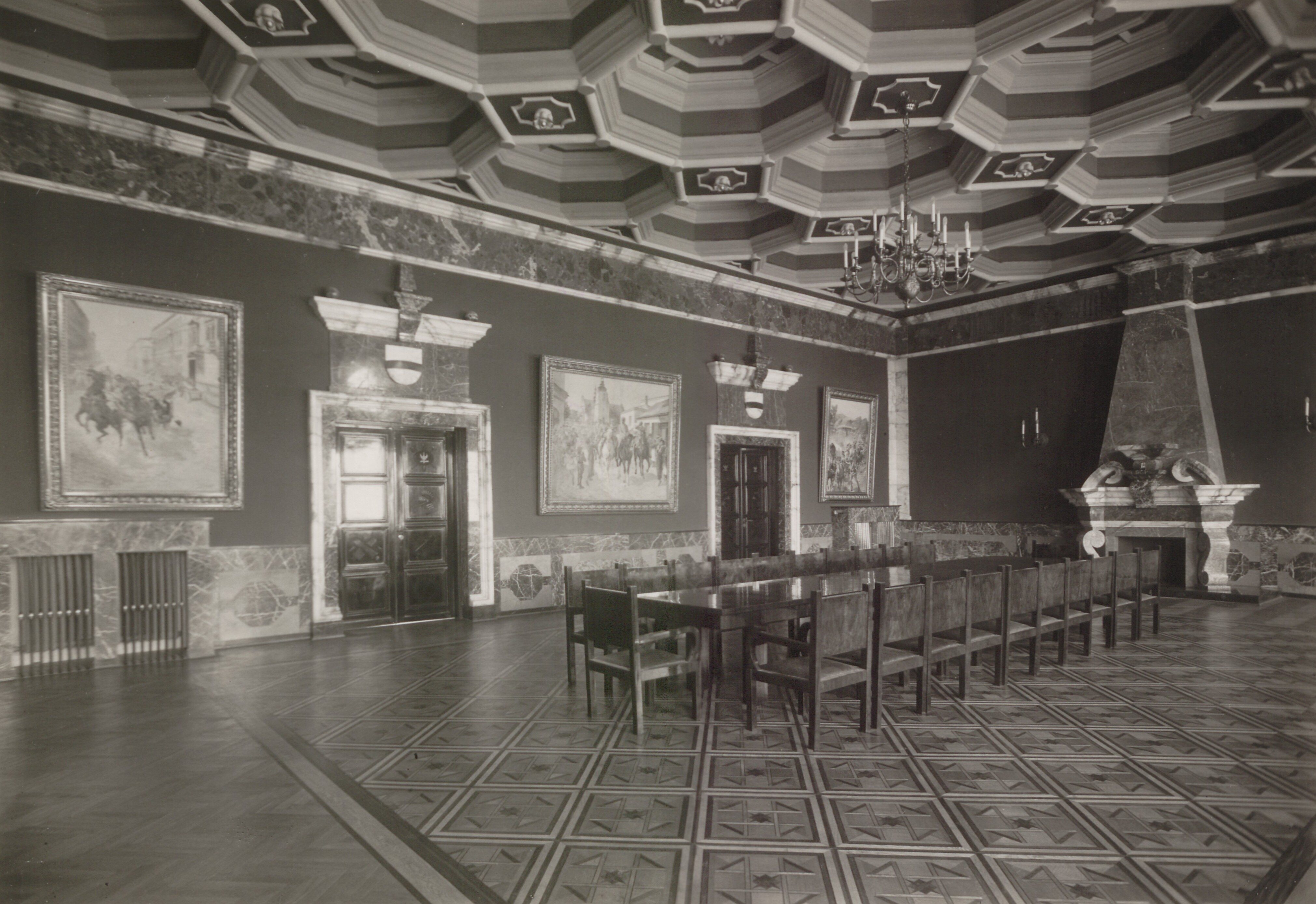
Wnętrze sali konferencyjnej

Nowo powstały obiekt poświęcono w czerwcu 1935 w 20 rocznicę utworzenia 4 Pułku Piechoty Legionów Polskich, a uroczyście otwarto 18 listopada 1935. Tydzień później zainaugurowano sezon artystyczny. W związku z nasilającą się groźbą wybuchu konfliktu zbrojnego w sierpniu 1939 placówkę przekazano Wojsku Polskiemu. 
Podczas niemieckiej okupacji w latach 1939–1945 budynek działał jako Niemiecki Dom Żołnierza (tzw. Soldatenheim), z którego korzystały stacjonujące w Kielcach wojska Wehrmachtu. W końcowej fazie II wojny światowej, podczas odwrotu wojsk niemieckich pomieszczenia budynku służyły jako punkt szpitalny. 
W 1946 podjęto decyzję o utworzeniu Domu Kultury Robotniczej, której nazwę zmieniono w 1949 na Wojewódzki Dom Kultury Związków Zawodowych a placówkę przekazano pod zarządzanie Wojewódzkiej Radzie Związków Zawodowych.
Od 12 maja 1990 instytucja funkcjonuje pod nazwą Wojewódzki Dom Kultury im. Józefa Piłsudskiego w Kielcach.

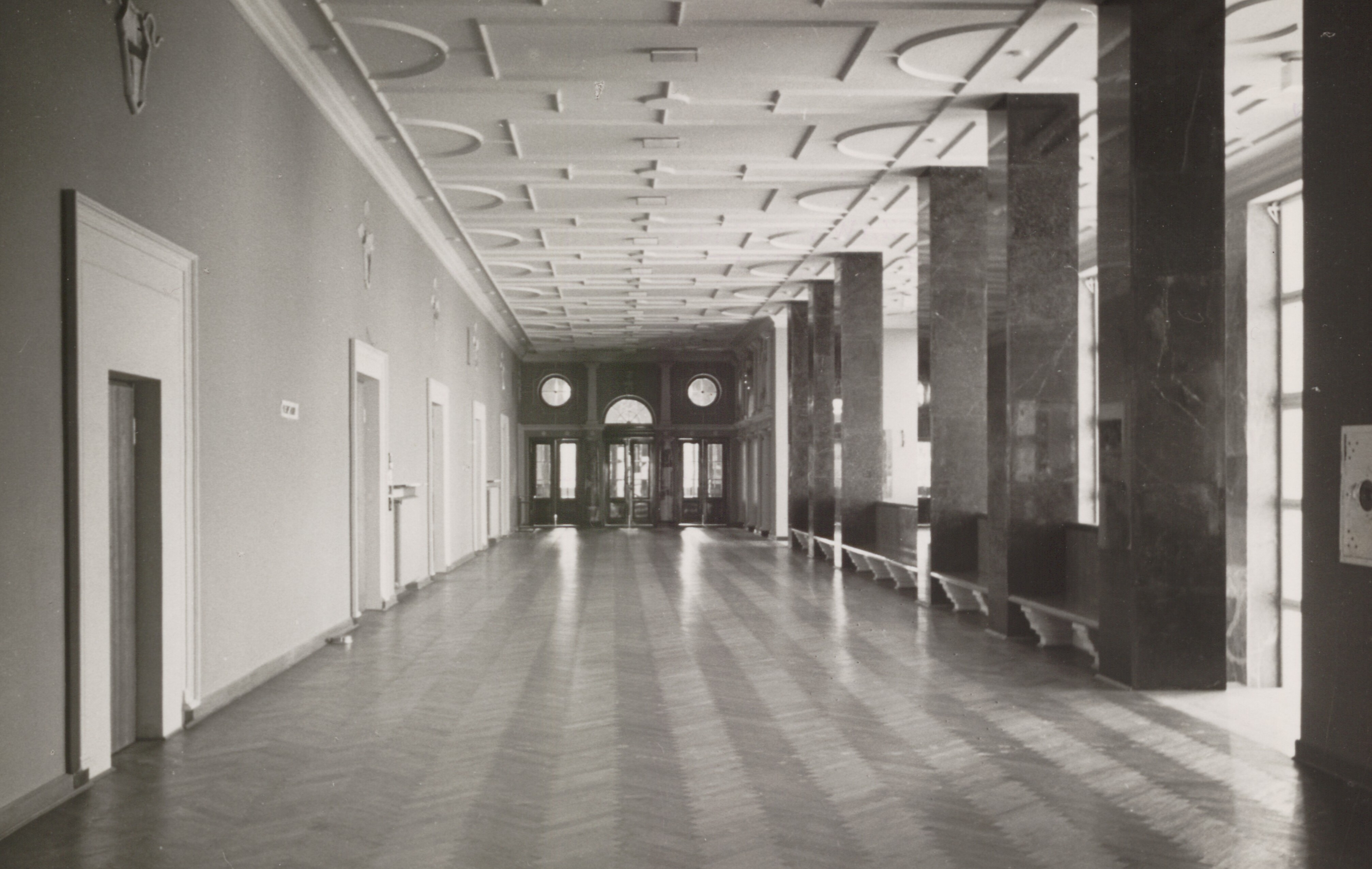
korytarz Domu Wychowania Fizycznego i Przysposobienia Wojskowego

## Zabytek
Gmach dawnego Domu WFiPW został wpisany do rejestru zabytków nieruchomych wraz ze skwerem przed budynkiem oraz murowanym i metalowym ogrodzeniem z bramą (nr rej.: A.3/1-5 z 15.07.1976 i z 30.06.2003).

## Działalność
Wojewódzki Dom Kultury specjalizuje się w organizowaniu wielokierunkowej działalności kulturalnej. Między innymi udziela pomocy innym instytucjom kulturalnym, wspomaga amatorskie zespoły artystyczne oraz regionalne towarzystwa kultury, prowadzi edukację kulturalną skierowaną do mieszkańców regionu świętokrzyskiego ze szczególnym uwzględnieniem dzieci i młodzieży oraz sprawuje opiekę i popularyzuje twórczość ludową. Organizuje także kursy dokształcające oraz doskonalenia zawodowego dla pracowników i działaczy związanych z działalnością kulturalną.
Wojewódzki Dom Kultury jest opiekunem zespołów tanecznych:
- Zespół Pieśni i Tańca „Kielce”
- eMKa Dance (dawniej Małe Kielczanki)
- Trzpioty
- Zespół Inscenizacji Tanecznej „Uśmiech”
- Szkoła Tańca Towarzyskiego „Charleston”
- Szkoła Tańca i Stylu „Rewanż”

Na terenie Wojewódzkiego Domu Kultury swoją siedzibę ma kilka współpracujących instytucji i organizacji:
- Krajowe Centrum Kultury Polskiego Związku Niewidomych
- Towarzystwo Kultury Teatralnej Zarząd Okręgowy
- Kieleckie Towarzystwo Narciarskie „PUCH”
- Regionalna Organizacja Turystyczna Województwa Świętokrzyskiego ROT
- Związek Strzelecki Kielce
- Światowy Związek Żołnierzy Armii Krajowej Koło 4 PP Legionów AK
- Agencja Reklamy „Litwin Junior Ad”

W Wojewódzkim Domu Kultury w Sali Widowiskowej wystawiał swoje sztuki Teatr S.T.R.E.F.A.
W budynku mieści się również Kino Fenomen.
W latach 2020–2024 Wojewódzki Dom Kultury stanowił tymczasową siedzibę dla kieleckiego Teatru im. Stefana Żeromskiego, którego własny budynek przechodził remont.

## Turystyka
Koło Wojewódzkiego Domu Kultury przechodzi  czerwony szlak miejski prowadzący przez zabytkowe i ciekawe turystycznie miejsca Kielc.